# Combate de Pachía
El combate de Pachía fue un enfrentamiento armado sucedido durante la Guerra civil peruana de 1843-1844, entre las tropas gobiernistas y las milicias revolucionarias, terminando con la victoria de estas últimas.

## Antecedentes
Tras el levantamiento de Tacna de los generales Ramón Castilla, Domingo Nieto y Manuel de Mendiburu, que clamaban por restablecer el orden constitucional, el presidente de turno Manuel Ignacio de Vivanco envió al sur peruano una división que derrotó a los revolucionarios en Puno y se dirigió a Tacna. Para enfrentarlo, los constitucionales organizaron milicias compuestas por tacneños y moqueguanos. Un pequeño destacamento al mando de Juan Francisco Balta se dirigió a enfrentarlos.

## La batalla
Nieto atacó a Balta, pero luego simuló retirarse para atraer a la caballería adversaria y a su jefe a un lugar distante de su infantería. Balta cayó en la trampa, lo que aprovechó Castilla para atacar a la infantería enemiga y tomar posiciones en un cementerio. Al regresar Balta, recibió las descargas cerradas de los fusileros de Castilla, mientras que Nieto, dejando la farsa de su retirada, contraatacó por detrás. La hábil maniobra determinó la derrota de Balta, quien perdió más de 500 hombres, entre soldados y oficiales.

## Consecuencias
Esta victoria, junto con la de San Antonio, consolidó la victoria de los revolucionarios en todo el sur peruano, a excepción de Arequipa (que permaneció fiel a Vivanco).